# Alexandre bis
Alexandre bis, H. 255 (títol original en francès, en txec Dvakrát Aleksandr, en català Alexander dues vegades) és una òpera bufa en un acte composta per Bohuslav Martinů sobre un llibret en francès d'André Wurmser. La va compondre el 1937 a París i no es va estrenar fins al 18 de febrer de 1964 a Mannheim.
L'òpera va ser encarregada a Martinů, que llavors vivia a París, per a ser interpretada a l'Exposició Universal de París de 1937. No obstant això, diversos retards (incloent-hi la intervenció de la Segona Guerra Mundial) va impedir la seva estrena durant la vida del compositor.
La primera presentació de l'òpera va ser feta al teatre d'òpera de Mannheim, el 18 de febrer de 1964, dirigida per Georg Calder. Poc després se li va donar la seva primera actuació a Txecoslovàquia, a la ciutat natal de Martinů, Brno, per l'Òpera Janáček.
L'òpera està subtitulada "La tragèdia d'un home que tenia la barba tallada", i el llibret surrealista s'estableix a París al voltant de 1900. Tot i que Martinů havia demanat a Wurmser un llibret que inclogués un gat que cantava, al final va acceptar el seu suggeriment d'un retrat que cantés, que actua com a narrador d'una història d'infidelitat burgesa.